# Kustaalscholver
De kustaalscholver (Phalacrocorax neglectus) is een zeevogel uit de familie Phalacrocoracidae (aalscholvers). De vogel werd in 1855 geldig door de Zweedse natuuronderzoeker Johan August Wahlberg beschreven als Graculus neglectus. Het is een bedreigde zeevogel uit zuidelijk Afrika.

## Kenmerken
De vogel is 76 cm lang. Het is een grote aalscholver, geheel  dof bruinzwart met op de rug en vleugels een groene tot bronskleurige glans in het verenkleed. Alleen in de broedtijd zijn er witte sierveren op de stuit en de kop, die snel na de paarvorming verdwijnen.

## Verspreiding en leefgebied
De soort komt endemisch voor in Namibië en leeft in kustwateren. De vogel komt vrijwel nooit verder dan 15 kilometer van de kust voor. 

## Leefwijze
De soort voedt zich voornamelijk met de langoeste Jasus lalandii en het zeewier waarbij deze kreeftensoort leeft. De kustaalscholver voedt zich echter ook met vissen, vooral soorten grondels zoals Sufflogobius bibarbatus.

## Status
De grootte van de populatie werd in 2015 door BirdLife International geschat op 2500 broedparen en de populatie-aantallen nemen af met 4,3% per jaar. Het broedgebied wordt aangetast door verstoring door toeristen en de winning van guano. Verder is er concurrentie om ongestoorde ruimte langs de kust met Kaapse pelsrob (Arctocephalus pusillus) en concurrentie met de visserij op bodembewonende vissoorten. Om deze redenen staat deze soort als bedreigd op de Rode Lijst van de IUCN.